# Manfred (Athen)
Manfred von Sizilien (* um 1307; † 9. November 1317 bei Trapani) war ein Herzog von Athen. Er war ein Sohn von König Friedrich II. von Sizilien und der Eleonore von Anjou, einer Tochter von König Karl II. von Neapel.
1312 wurde Manfred von seinem Vater zum Herzog von Athen ernannt, nachdem dieser Staat im Jahr zuvor von der katalanischen Kompanie in der Schlacht am Kephissos erobert und dem König Siziliens angetragen worden war. Da Manfred noch unmündig war, wurde Berenguer Estanyol als Vikar nach Griechenland entsandt, der dort in seinem Namen regieren sollte. Estanyol stabilisierte die Herrschaft der Katalanen und verteidigte sie gegen die Nachbarn, vor allem Venedig und die Anjou aus Neapel. Nachdem Estanyol 1317 gestorben war, übernahm Manfreds älterer Halbbruder, Alfonso Fadrique, das Vikariat.
Manfred starb Ende 1317, als er bei einem Jagdausflug in der Nähe von Trapani von seinem Pferd stürzte. Sein Herzogtum hat er nie betreten.